# Skotodesmus crepuscularis
Skotodesmus crepuscularis är en mångfotingart som beskrevs av Carl 1932. Skotodesmus crepuscularis ingår i släktet Skotodesmus och familjen fingerdubbelfotingar. Inga underarter finns listade i Catalogue of Life.